# Астеризам (астрономија)
Астеризам у астрономији означава препознатљив скуп звезда који се не убраја у званична сазвежђа.
Најпознатији астеризам су Велика кола у сазвежђу Велики медвед.
Други примери су: 
- Велики летњи троугао
- Велики зимски шестоугао
- Орионов појас